# Liste der Baudenkmäler in Kemnath

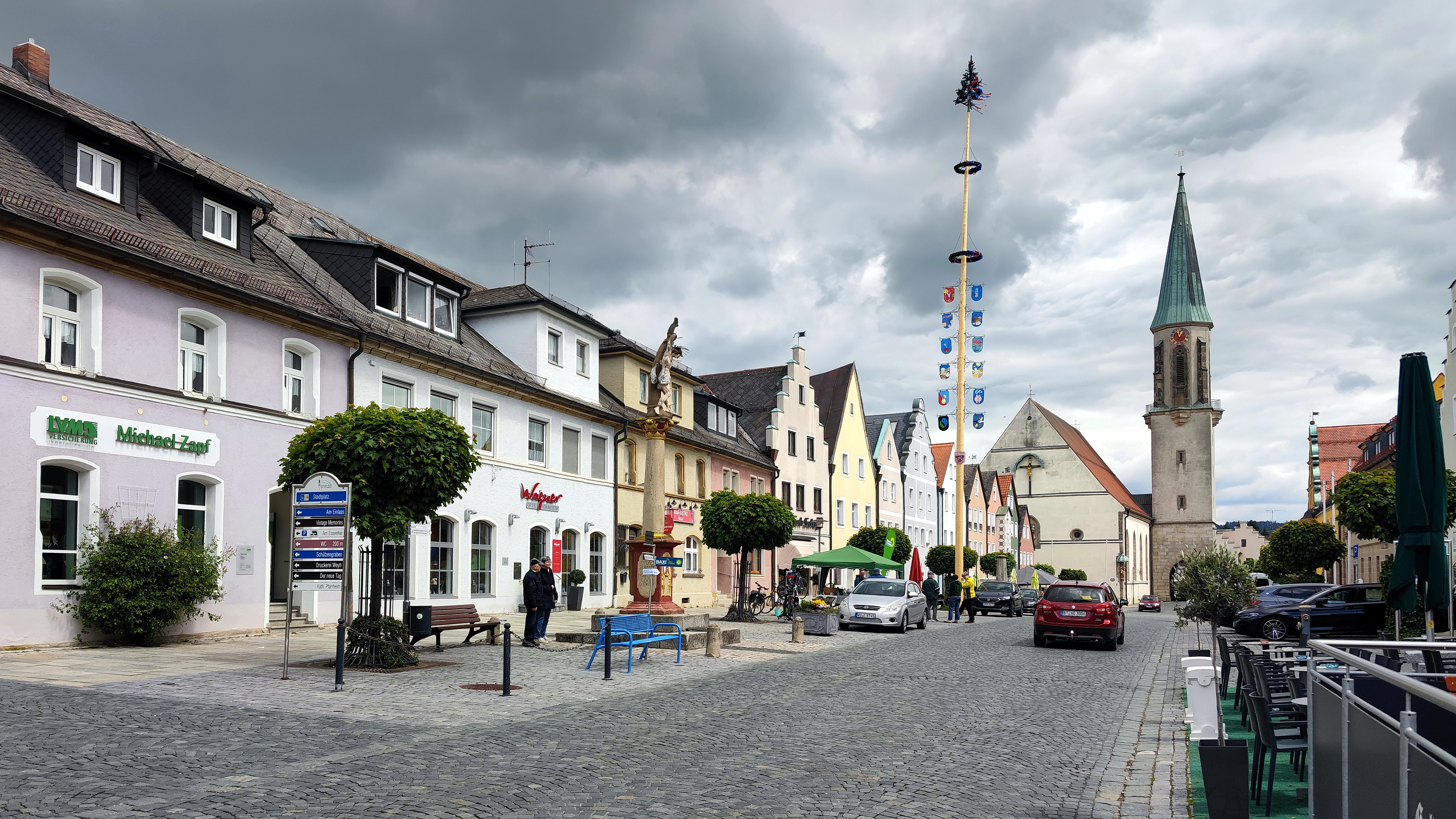
Der Kemnather Stadtplatz

Auf dieser Seite sind die Baudenkmäler in der Oberpfälzer Stadt Kemnath zusammengestellt. Diese Tabelle ist eine Teilliste der Liste der Baudenkmäler in Bayern. Grundlage ist die Bayerische Denkmalliste, die auf Basis des Bayerischen Denkmalschutzgesetzes vom 1. Oktober 1973 erstmals erstellt wurde und seither durch das Bayerische Landesamt für Denkmalpflege geführt wird. Die folgenden Angaben ersetzen nicht die rechtsverbindliche Auskunft der Denkmalschutzbehörde.

## Ensembles

### Ensemble Altstadt Kemnath

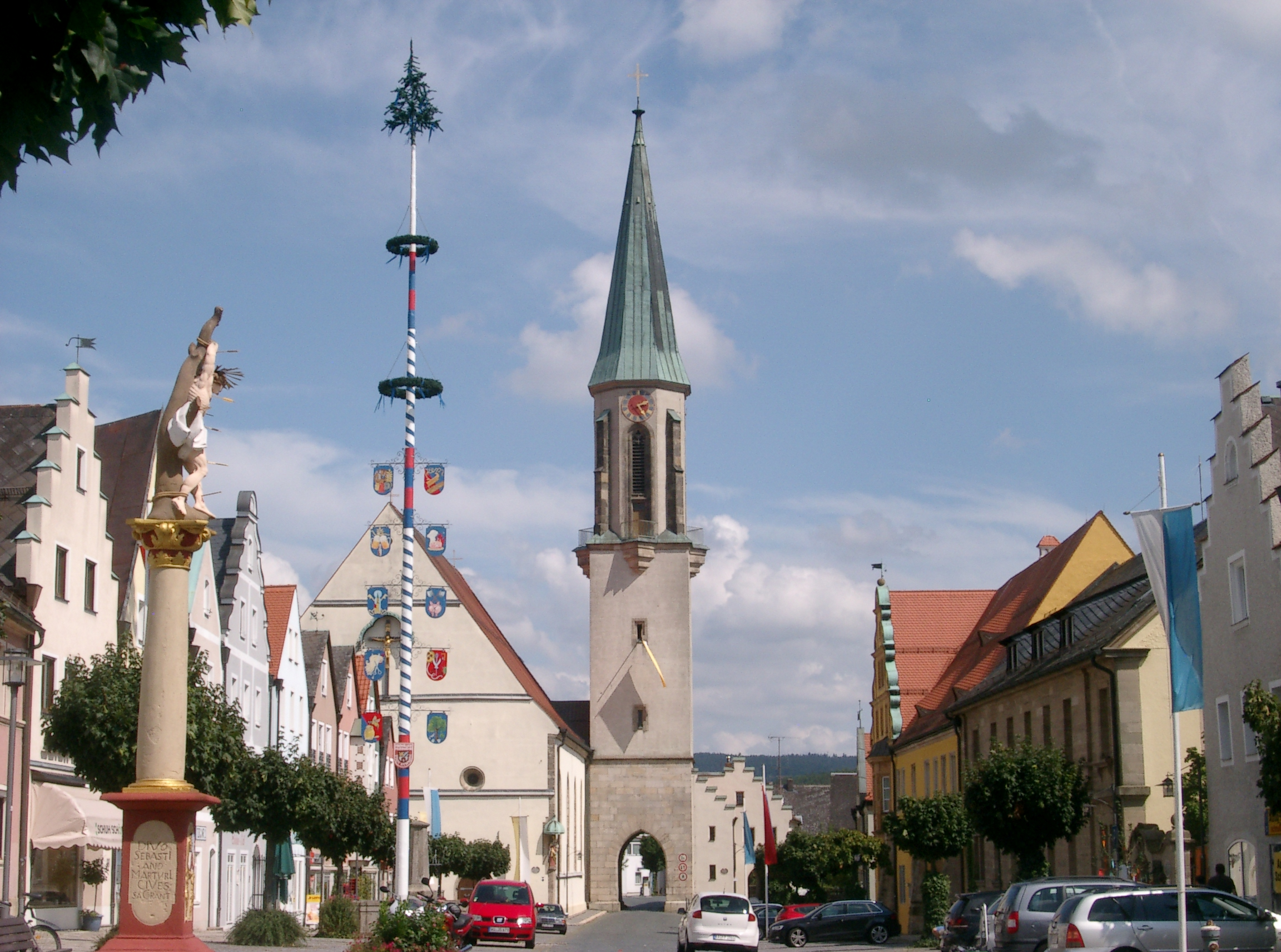
Altstadt Kemnath

Der im Stadtmauerverlauf ovale Stadtgrundriss ist charakterisiert durch einen langgestreckten, breiten Straßenmarkt, der den zwischen 1354 und 1382 mit den Stadtrechten ausgestatteten Ort in der Längsrichtung durchzieht. Beidseitig verlaufen parallel zum Markt zwei weitere Straßenzüge, wobei die stadtauswärts gerichteten Grundstücke von der Stadtmauer begrenzt werden. Drei im Leitersprossensystem angelegte Querstraßen stellen die Verbindung zum Markt her und teilen die Stadt in Quartiere. Von der mittelalterlichen Bebauung haben sich in der Stadt, die ihre wirtschaftliche Bedeutung durch Eisenhämmer erhielt, Teile der Stadtbefestigung, die Pfarrkirche aus dem 15. Jahrhundert und das Pfarrhof-Nebengebäude entlang der nordöstlichen Stadtbefestigung erhalten. Aus der Wiederaufbauphase nach dem Stadtbrand von 1572 stammt das ehemalige kurfürstliche Kastenamt am Stadtplatz und dokumentiert die Bedeutung Kemnaths als Amtssitz seit dem 15. Jahrhundert.
Der Großteil der bürgerlichen Bauten wurde in der Zeit nach den Stadtbränden von 1848 und 1854 errichtet, wenngleich deren Kern häufig auf das 16. Jahrhundert zurückgeht. Die bauliche Erneuerung im 19. Jahrhundert nimmt Bezug auf das mittelalterliche Stadtbild, besonders augenfällig am Stadtplatz, der am Ostende von der Pfarrkirche und dem 1854 erneuerten Stadt- und Kirchturm abgeschlossen wird, während in der Bebauung der parallel verlaufenden Gassen biedermeierliche Hausstrukturen vorherrschen. Prägend auch für diese Bauphase erweisen sich die Mittelpunktsfunktionen der Verwaltungsstadt.
Aktennummer: E-3-77-129-1.

### Ensemble Obere Vorstadt
Die obere Vorstadt, im 17. Jahrhundert auch Klostervorstadt genannt, schließt sich im Osten an die ummauerte, eigentliche Stadtanlage an; sie besitzt eine im Grundriss nahezu sternförmige Platzbildung, in welche die Straßen aus verschiedenen Himmelsrichtungen einmünden. Die Randbebauung ist vor allem von der Zeit des Wiederaufbaus nach einem Stadtteilbrand im Jahre 1810 geprägt. Die stattliche Posthalterei akzentuiert die Bedeutung dieses vorstädtischen Verkehrsknotenpunktes. Mit der Gründung des Franziskanerklosters 1657 wurde die vornehmlich von Handwerkern besiedelte Vorstadt ein eigener Stadtteil. In ihm hat sich der Charakter einer vorstädtischen Handwerkersiedlung mit meist zweigeschossigen, funktionalen Bauten des 18./19. Jahrhunderts erhalten. Aktennummer: E-3-77-129-2.

### Ensemble Ortskern Waldeck

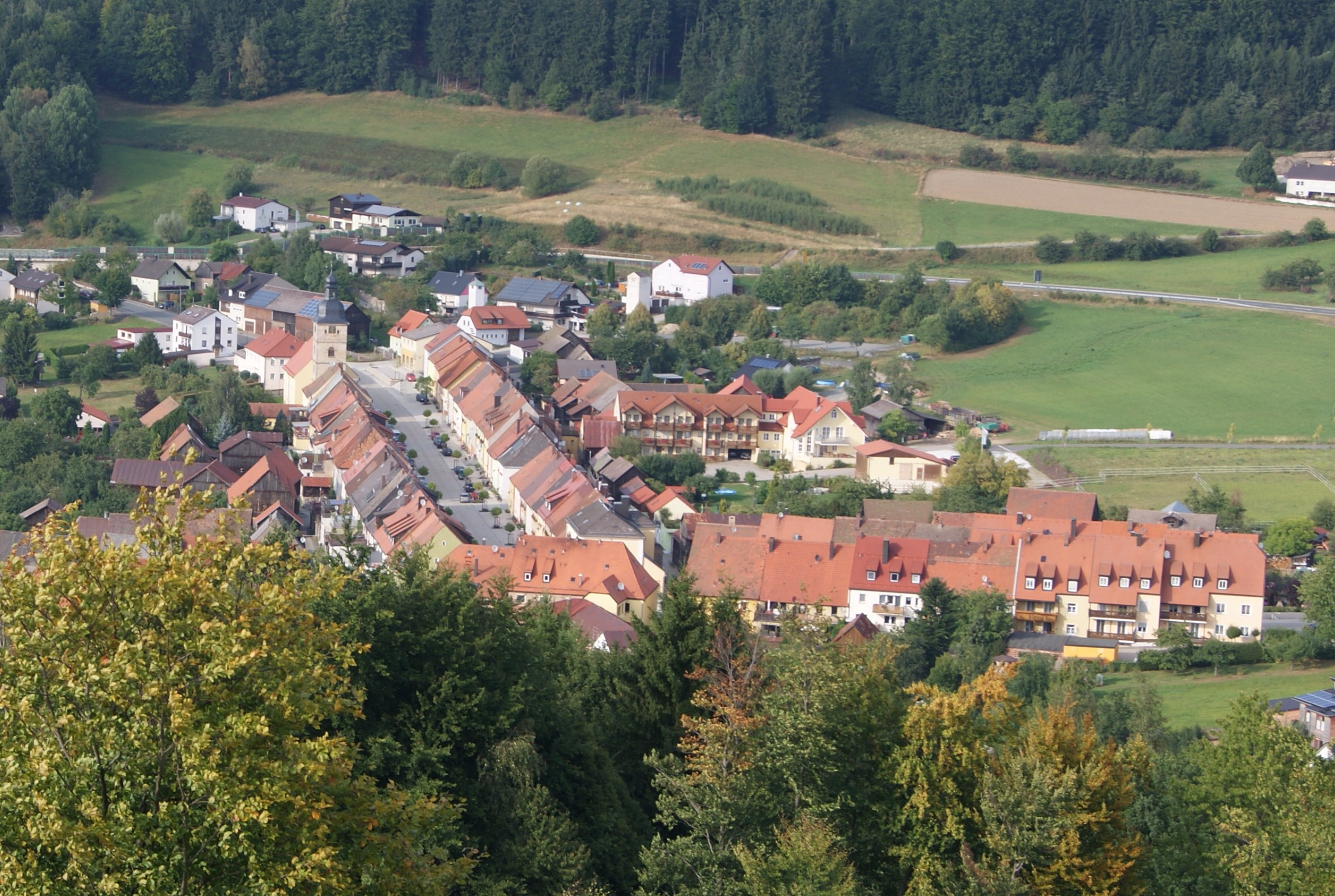
Ortskern Waldeck

Der ursprünglich wohl im späten 12. Jahrhundert zu Füßen der abgegangenen Burg angelegte, im 15. Jahrhundert mit Marktrecht ausgestattete Ort Waldeck wurde nach dem Brand 1793/1794 an der heutigen Stelle als planmäßig angelegte Straßensiedlung wieder errichtet. Die durchweg zweigeschossigen, schlichten Traufseitbauten reihen sich, nur durch leicht variierende Dachneigung und Trauf- bzw. Firsthöhen voneinander abgesetzt, entlang der mittelalterlichen Handelsstraße, der sogenannten Goldstraße, die sich, von Kemnath kommend, am südlichen Ortsende nach Osten in Richtung Erbendorf abwinkelt. Die hier grundrissmäßig in einem schrägen T-Balken formierten Bauten bilden hangaufwärts eine Doppelreihe von Wohnhäusern, hangabwärts eine Doppelreihe von Scheunen mit abgetreppten Firstlinien. Die Hauptachse zielt von der Pfarrkirche, die sich in die Häuserflucht einfügt und mit dem Turm von 1822 als nördlichem Abschluss geradlinig nach Süden, wo darüber der Burgberg aufragt. Aktennummer: E-3-77-129-3.

## Stadtbefestigung

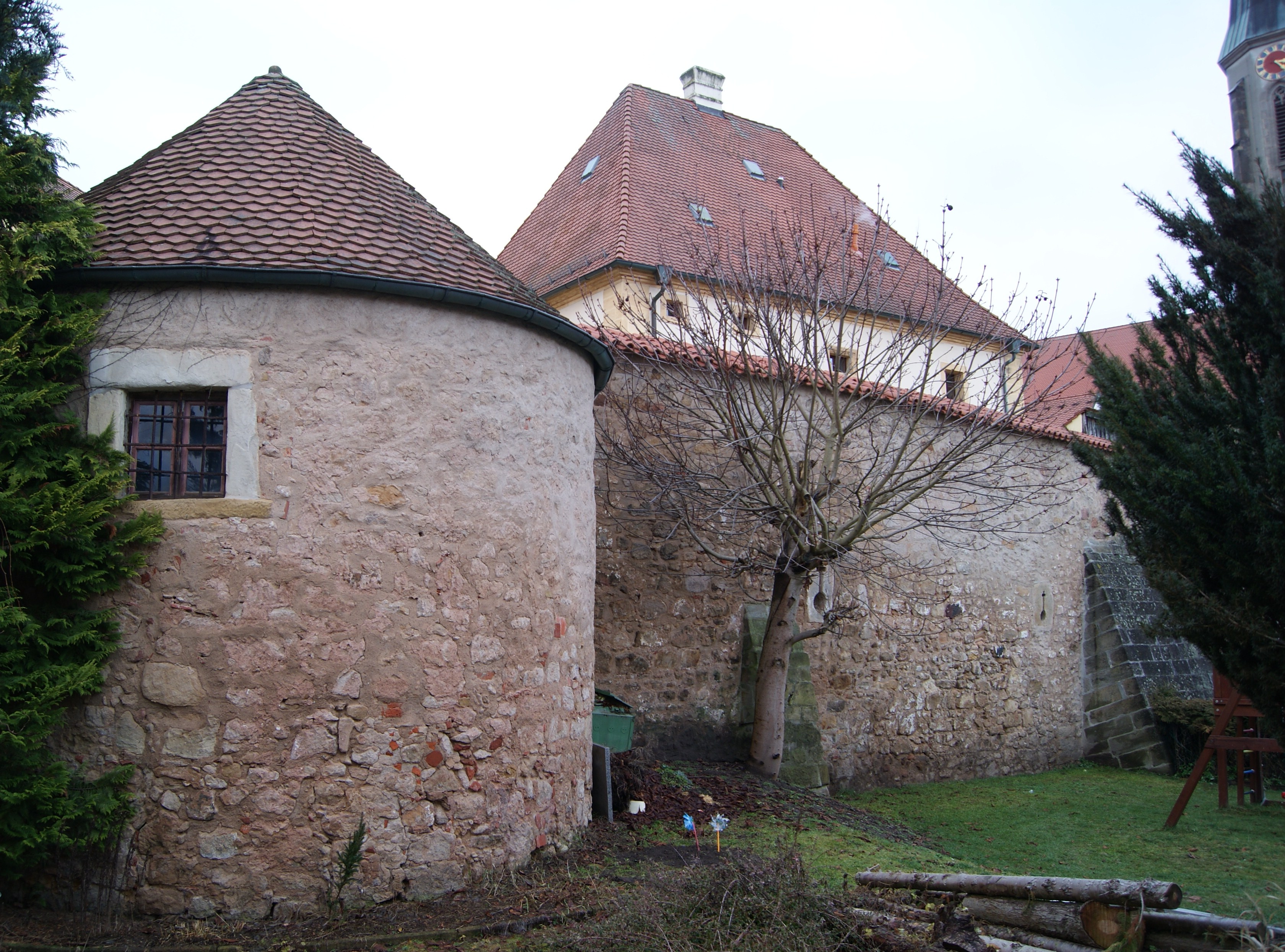
Trautenbergstraße 36: Zwingermauer mit Turm

Die Stadtbefestigung von Kemnath wurde in der zweiten Hälfte des 14. Jahrhunderts angelegt und nach dem Stadtbrand von 1572 wiederaufgebaut. Sie bestand aus zwei Mauerringen; der inneren Stadtmauer und der Zwingermauer, mit Schartenöffnungen, halbrunden Türmen und Schalentürmen aus Bruchsteinmauerwerk und ist in Teilstücken erhalten und zum Teil in Wohngebäude integriert. Der nördliche Mauerzug verläuft bei den Anwesen Stadtplatz 3, Am Einlaß 12, Schmidtstraße 11–23, Stadtplatz 47, der südliche bei den Anwesen Trautenbergstraße 4, 24, sowie 28–36.
Die Mauerrest sind folgende:
- Am Einlaß (Lage), Reste der Zwingermauer, im Kern zweite Hälfte 14. Jahrhundert
- Schmidtstraße 23 (Lage), Reste der Stadt- und Zwingermauer, mit erneuertem kleinem Rundbau, 14. Jahrhundert
- Stadtplatz 3 (Lage), zugehöriges Reststück der Zwingermauer, im Kern zweite Hälfte 14. Jahrhundert

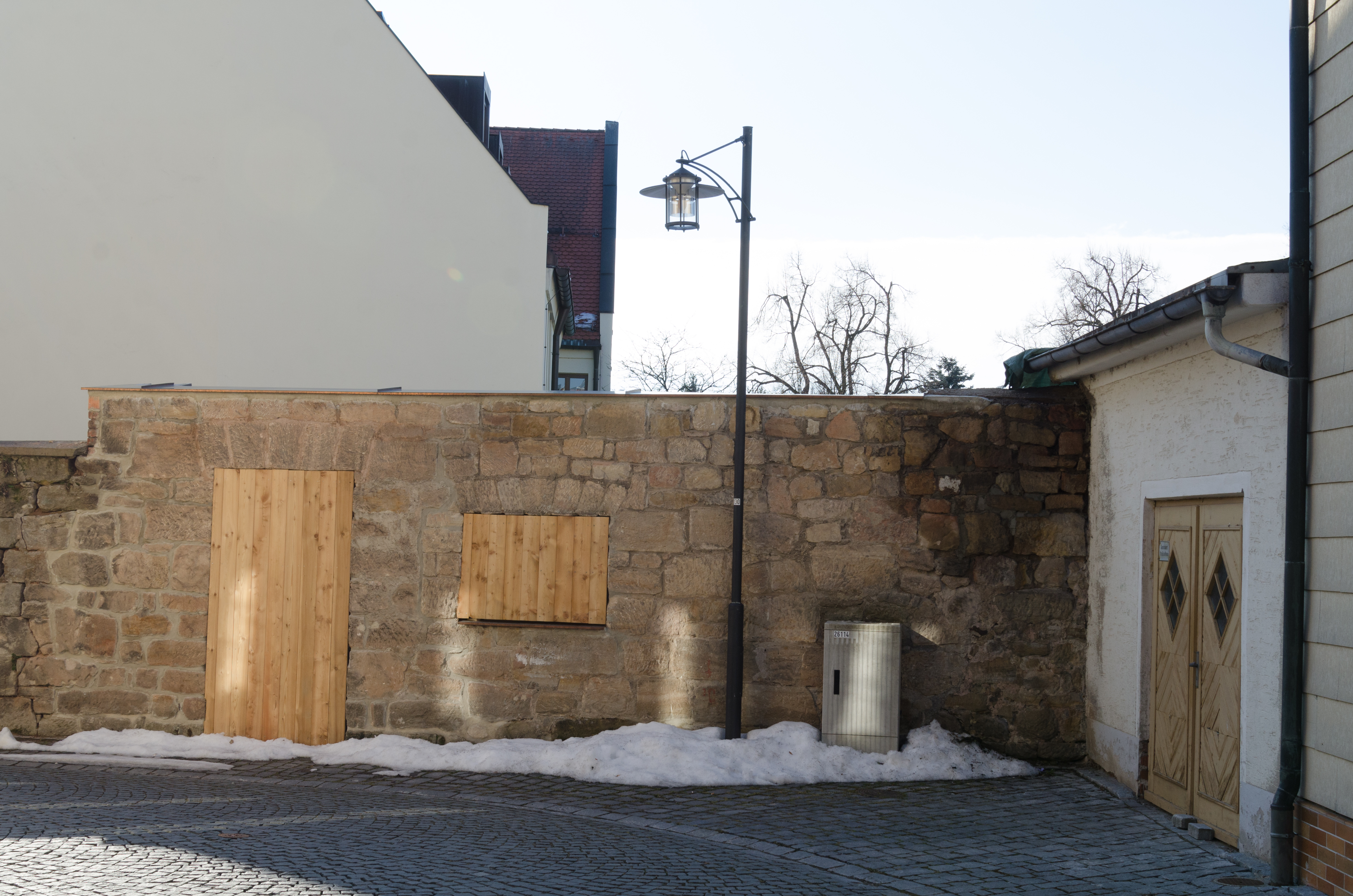
Stadtmauer Stadtplatz 3, Ansicht Brauhausstraße von Osten

Folgende Türme bzw. Turmreste sind erhalten:
- Ehemaliger Schalenturm der Zwingermauer, kleiner, halbrunder Massivbau, im Kern wohl zweite Hälfte 14. Jahrhundert
- Ehemaliger Wehrturm der Zwingermauer, kleiner, halbrunder Massivbau aus Bruchsteinmauerwerk, zweite Hälfte 14. Jahrhundert
- Halbrunder Turmstumpf der inneren Stadtmauer (Lage), als Bodenerker in ein Wohnhaus integriert, im Kern zweite Hälfte 14. Jahrhundert
- Modern überformter Stumpf eines runden Wehrturms, im Kern zweite Hälfte 14. Jahrhundert
- Runder Wehrturm (Lage), in ein modernes Wohnhaus integriert, im Kern zweite Hälfte 14. Jahrhundert

Aktennummer: D-3-77-129-88.
Folgende Objekte werden als einzelne Objekte in der Denkmalliste geführt:

| Lage                           | Objekt                                 | Beschreibung | Akten-Nr.              | Bild                                   |
| ------------------------------ | -------------------------------------- | --- | ---------------------- | -------------------------------------- |
| Stadtplatz 52 (Standort)       | Torhaus                                | Zweigeschossiger, verputzter Massivbau mit Satteldach, neugotischem Treppengiebel, abgefasten Sandsteingewänden und integriertem, halbrundem Schaltenturm der mittelalterlichen Stadtmauer, 1851, im Kern wohl 16. Jahrhundert westlich angebautes Halbhaus mit Pultdach in gleicher Formensprache, 1851 | D-3-77-129-39 Wikidata | Torhaus                                |
| Schmidtstraße 21 (Standort)    | Mauerturm                              | In Wohngebäude integrierter, halbrunder Turm der Stadtmauer mit Zeltdach, im Kern zweite Hälfte 14. Jahrhundert | D-3-77-129-23 Wikidata | weitere Bilder                         |
| Trautenbergstraße 4 (Standort) | Zugehöriges Reststück der Zwingermauer | Im Kern zweite Hälfte 14. Jahrhundert nicht nachqualifiziert | D-3-77-129-96          | Zugehöriges Reststück der Zwingermauer |

## Baudenkmäler nach Ortsteilen

### Kemnath
| Lage                                                             | Objekt                                                                   | Beschreibung | Akten-Nr.               | Bild                                                                     |
| ---------------------------------------------------------------- | ------------------------------------------------------------------------ | --- | ----------------------- | ------------------------------------------------------------------------ |
| Am Langen Steg 4 (Standort)                                      | Scheunenviertel                                                          | Geschlossene, einheitliche Reihen von eingeschossigen, traufständigen Sandsteinquaderbauten mit Sattel-, an den Stirnseiten meist mit Halbwalmdächern, großen Rundbogeneinfahrten, Lüftungsschlitzen, Hohlkehlen und Gesimssteinen, teils mit Dachgauben, mehrfach bezeichnet mit „1836“ | D-3-77-129-2 Wikidata   | Scheunenviertel                                                          |
| An der Roten Kapelle, Grund (Standort)                           | Zwei weitverzweigte Felsenkelleranlagen                                  | Die beiden Eingänge mit Sandsteingewänden, 18./19. Jahrhundert | D-3-77-129-98 Wikidata  | BW                                                                       |
| Badstraße 2, Badstraße 4, Badstraße 6, Schulstraße 20 (Standort) | Scheunenviertel                                                          | Überwiegend geschlossene Reihen von eingeschossigen, meist traufständigen Sandsteinquaderbauten mit Satteldächern, großen Segmentbogeneinfahrten, Hohlkehlen- und Gesimssteinen am Dachansatz, erste Hälfte 19. Jahrhundert, Kopfbau bezeichnet „1843“, in weitläufiger Gruppierung, teilweise mit eingelassenen Bildtäfelchen der Dreifaltigkeit und Gedenkbrettern an verstorbene Besitzer | D-3-77-129-3 Wikidata   | Scheunenviertel                                                          |
| Bayreuther Straße 3 (Standort)                                   | Wohnhaus                                                                 | Zweigeschossiger, traufständiger Hausteinbau mit Satteldach und einfacher Fassadengliederung, Dachziegel bezeichnet „1798“ | D-3-77-129-4 Wikidata   | weitere Bilder                                                           |
| Bayreuther Straße 20 (Standort)                                  | Katholische Friedhofskirche St. Maria Magdalena                          | Nachgotischer Saalbau, verputzter Massivbau mit Satteldach und unregelmäßigem, dreiseitigem Chorschluss, östlichem Zwiebeldachreiter und Rundbogenfenstern mit Maßwerk, von Gabriel Vischer und Sewolt Seitzen, bezeichnet „1604/1606“, westlich angebaute Leichenhalle jünger | D-3-77-129-5 Wikidata   | weitere Bilder                                                           |
| Bayreuther Straße 20 (Standort)                                  | Friedhof                                                                 | Mit historischen Grabsteinen, 1558 angelegt, später verändert, mit Teilen der Einfriedung | D-3-77-129-5 Wikidata   | BW                                                                       |
| Brauhausstraße 9, Schützengraben 21 (Standort)                   | Ehemaliges Kommunbrauhaus                                                | Traufständiger und verputzter Massivbau mit Satteldach, gerahmten Stichbogenöffnungen und Eckrustizierung als Werksteingliederung sowie Wappenstein der Stadt von 1574, 1850–52 von Georg Reitter neu erbaut | D-3-77-129-6 Wikidata   | weitere Bilder                                                           |
| Bgm.-Högl-Straße (Standort)                                      | Bildstock                                                                | Toskanische Säule auf Sockel mit zweiseitigem Reliefaufsatz mit Darstellung des sogenannten Gnadenstuhles, bezeichnet „1732“, Neuaufstellung 1983 | D-3-77-129-97 Wikidata  | Bildstock                                                                |
| Cammerloherplatz (Standort)                                      | Brückenfigur des Heiligen Johann Nepomuk                                 | Auf Postament, 18. Jahrhundert | D-3-77-129-8 Wikidata   | weitere Bilder                                                           |
| Cammerloherplatz (Standort)                                      | Ehemalige Fleischbank                                                    | Erdgeschossiger Werksteinbau mit Satteldach, drei Eingängen und Ladenfenstern, 1863 | D-3-77-129-91 Wikidata  | weitere Bilder                                                           |
| Cammerloherplatz 9, 11 (Standort)                                | Doppelhaus                                                               | Zweigeschossiger Werksteinbau mit Walm- bzw. Halbwalmdach und einfacher Fassadengliederung, das Portal der östlichen Hälfte mit gesprengtem Giebel und bezeichnet „1813“ | D-3-77-129-10 Wikidata  | weitere Bilder                                                           |
| Cammerloherplatz 12 (Standort)                                   | Ehemaliges Gasthaus und Posthalterei                                     | Dreigeschossiger, verputzter Massivbau in Ecklage mit Halbwalmdach, profilierten Fensterfaschen und Tordurchfahrt, 1811 | D-3-77-129-11 Wikidata  | weitere Bilder                                                           |
| Erbendorfer Straße ()                                            | Brückenfigur des hl. Johann Nepomuk                                      | auf Postament, 18. Jahrhundert, teilweise später ergänzt | D-3-77-129-112          |                                                                          |
| Friedrichstraße 1 (Standort)                                     | Wohnhaus                                                                 | Zweigeschossiger, verputzter Massivbau mit Satteldach und erneuerter Putzgliederung in Ecklage, bezeichnet „1777“, siehe auch Ensemble Cammerloherplatz | D-3-77-129-13 Wikidata  | weitere Bilder                                                           |
| Kalvarienberg 3 (Standort)                                       | Katholische Kalvarienbergkirche zum Gekreuzigten Heiland                 | Saalbau, verputzter Massivbau mit Satteldach, Dachreiter mit Zwiebelhaube, halbrundem Chorschluss und südöstlich angebauter Sakristei, von Mathes Weber, 1736/37, 1822 Fenster und Portal erneuert | D-3-77-129-14 Wikidata  | BW                                                                       |
| Klosterhofstraße 1, 3, 5, 6, 8, Cammerloherplatz 12 (Standort)   | Ehemalige Klosterkirche                                                  | Turmloser, spätbarocker Saalbau, verputzter Massivbau mit Satteldach, eingezogenem, dreiseitig geschlossenem Chor, profiliertem Portal und Rundbogenfenstern sowie westlichem, gerundetem Kapellenanbau, nach Brand von 1758 errichtet, 1802 profaniert | D-3-77-129-16 Wikidata  | weitere Bilder                                                           |
| Klosterhofstraße 1, 3, 5, 6, 8, Cammerloherplatz 12 (Standort)   | Ehemaliges Franziskanerkloster                                           | Östlich an die Kirche anschließende vierflügelige ehemalige Klosteranlage um quadratischen Innenhof, zweigeschossige, verputzte Massivbauten, als Brauerei genutzt, im Kern ab 1660, 1758 erweitert wiederaufgebaut, südlich angefügt unregelmäßige vierflügelige ehemalige Klosteranlage um trapezförmigem Innenhof, zweigeschossige, verputzte Massivbauten, mit Aufzugsgauben und stichbogiger Tordurchfahrt, nördlicher Flügel bezeichnet „1760“ Im Norden Klostergartenmauer, Bruchstein, zum Teil 17. Jahrhundert Nebengebäude, eingeschossiger Bruchsteinbau mit Halbwalmdach, wohl 18. Jahrhundert                                                                | D-3-77-129-16 Wikidata  | weitere Bilder                                                           |
| Primianusplatz (Standort)                                        | Bildstock                                                                | Korinthische Säule mit Figur des heiligen Primianus, bezeichnet 1695 | D-3-77-129-17 Wikidata  | weitere Bilder                                                           |
| Rathausplatz 1 (Standort)                                        | Altes Rathaus                                                            | Dreiflügeliger, verputzter Massivbau mit Walmdach und Sandsteingliederung, um 1855 als Wohnhaus erbaut, von 1898 bis 1978 Rathaus | D-3-77-129-92 Wikidata  | weitere Bilder                                                           |
| Schmidtstraße 15 (Standort)                                      | Wohnhaus                                                                 | Zweigeschossiger, traufständiger und verputzter Massivbau mit Satteldach, Sandsteinportal und -fensterfaschen, in neubarocken Bauformen, Umbau bezeichnet „1839“ | D-3-77-129-20 Wikidata  | weitere Bilder                                                           |
| Schmidtstraße 17 (Standort)                                      | Ehemaliges Kommunbrauhaus                                                | Zweigeschossiger, traufständiger und verputzter Massivbau mit Satteldach, 1839 | D-3-77-129-21 Wikidata  | weitere Bilder                                                           |
| Schmidtstraße 19 (Standort)                                      | Wohnhaus                                                                 | Ehemaliges Schulhaus, dreigeschossiger, traufständiger und verputzter Massivbau mit einseitig halb abgewalmtem Satteldach, im Kern 16./17. Jahrhundert, das erste Obergeschoss mit Fensterrahmungen in klassizistischen Formen, 1802 renoviert und um ein Geschoss aufgestockt, bezeichnet „1839“ | D-3-77-129-22 Wikidata  | weitere Bilder                                                           |
| Schmidtstraße 21 (Standort)                                      | Nebengebäude des ehemaligen Pfarrhofes                                   | Dreigeschossiger, traufständiger und verputzter Massivbau mit Satteldach, im Kern 16. Jahrhundert, Erdgeschoss spätmittelalterlich, im 18. Jahrhundert aufgestockt | D-3-77-129-23 Wikidata  | weitere Bilder                                                           |
| Schützengraben 31 (Standort)                                     | Ehemalige Wallfahrtskirche zur Schmerzhaften Muttergottes                | Sogenannte Grabenkapelle, Saalbau, verputzter Massivbau mit Satteldach, halbrundem Chorschluss, kleiner Vorhalle und Rundbogenfenstern, im Kern 1787, 1804 profaniert, Epitaph, bezeichnet „1716“, an der östlichen Außenwand | D-3-77-129-25 Wikidata  | weitere Bilder                                                           |
| Schulstraße (Standort)                                           | Stadel                                                                   | Holzverschalter Ständerbau mit Satteldach, frühes 19. Jahrhundert, Verschalung erneuert | D-3-77-129-101 Wikidata | BW                                                                       |
| Stadtplatz (Standort)                                            | Brunnen                                                                  | Mit polygonalem Becken und von Zinnen bekröntem Brunnenstock, Granit, in neugotischen Formen, von Benedikt Graf, 1850 | D-3-77-129-93 Wikidata  | Brunnen                                                                  |
| Stadtplatz (Standort)                                            | Bildstock                                                                | Säule auf Postament mit Figur des heiligen Sebastian, bezeichnet „1714“ | D-3-77-129-29 Wikidata  | weitere Bilder                                                           |
| Stadtplatz (Standort)                                            | Brunnen                                                                  | Mit Becken mit gerundeten Ecken und gestuftem, polygonalem Brunnenstock, Granit, in nachbarocken Formen, von Christoph Wettengel junior, 1840 | D-3-77-129-30 Wikidata  | Brunnen                                                                  |
| Stadtplatz 24, 26 (Standort)                                     | Gasthof Zur Goldenen Krone und Weißes Ross                               | Dreigeschossiger, traufständiger und verputzter Massivbau mit Satteldach, gestuftem Schweifgiebel in Formen der Neurenaissance und stichbogiger Toreinfahrt, im Kern wohl 16./17. Jahrhundert, 1849 erneuert, im frühen 20. Jahrhundert aufgestockt, am First bezeichnet „2004“, zwei schmiedeeiserne Ausleger in neubarocken Formen, 18./19. Jahrhundert | D-3-77-129-31 Wikidata  | weitere Bilder                                                           |
| Stadtplatz 27 (Standort)                                         | Ehemaliges Rathaus, seit 1898 Amtsgericht                                | Dreigeschossiger Massivbau mit Hausteingliederung, polygonalen Eckvorlagen, zinnenbekrönter Vorschussmauer und Uhrenturmaufsatz, im Rundbogenstil, von Theodor Fichtl und Adam Schatz nach Entwurf von Bezirksbauinspektor Zeitler, 1857/58 | D-3-77-129-32 Wikidata  | weitere Bilder                                                           |
| Stadtplatz 30 (Standort)                                         | Bürgerhaus                                                               | Zweigeschossiger, verputzter Massivbau mit Walmdach in Ecklage, mit Sandsteinportal und -gliederung in barocken Bauformen, 18. Jahrhundert | D-3-77-129-33 Wikidata  | weitere Bilder                                                           |
| Stadtplatz 36 (Standort)                                         | Bürgerhaus                                                               | Zweigeschossiger, giebelständiger und verputzter Massivbau mit Satteldach und Treppengiebel, im Kern 16. Jahrhundert | D-3-77-129-34 Wikidata  | weitere Bilder                                                           |
| Stadtplatz 37 (Standort)                                         | Wohnhaus                                                                 | Zweigeschossiger, giebelständiger und verputzter Massivbau mit Satteldach, im Kern 17. Jahrhundert | D-3-77-129-95 Wikidata  | weitere Bilder                                                           |
| Stadtplatz 39 (Standort)                                         | Hausfigur des heiligen Primianus                                         | Gefasstes Holz, 17./18. Jahrhundert | D-3-77-129-36 Wikidata  | weitere Bilder                                                           |
| Stadtplatz 38, 40 (Standort)                                     | Ehemaliges kurfürstliches Kastenamt                                      | Zweigeschossiger, verputzter Massivbau mit Satteldach, dreigeschossigem, gekehlten Sandsteinlaibungen, geböschten Strebepfeilern und Erker, in Renaissanceformen, nach dem Stadtbrand von 1572 auf spätmittelalterlichen Bauteilen neu errichtet, innen bezeichnet „1573“ und „1625“, außen bezeichnet „1582“, 1903 teilweise Erneuerung des Volutengiebels und Erweiterung nach Süden, Dreiflügelanlage zusammen mit Stadtplatz 38, ehemals Bezirksamtsgebäude, heute Rathaus, zweigeschossiger Massivbau mit Satteldach, straßenseitig vorgeblendeter Werksteinfassade, Mittelrisalit und einfacher Fassadengliederung, 1823 erbaut, um 1900 überformt, mit Einfriedung | D-3-77-129-37 Wikidata  | weitere Bilder                                                           |
| Stadtplatz 47, Stadtplatz 52, Nähe Cammerloherplatz (Standort)   | Katholische Pfarrkirche Mariä Himmelfahrt                                | Dreischiffige spätgotische Hallenkirche, verputzter Massivbau mit Satteldach, Dreiseitschluss, spitzbogigen Seitenportalen, mit profilierten Gewänden, bezeichnet „1448“, Westempore bezeichnet „1506“, an der Westfassade einst als Gnadenbild verehrte Marienfigur, 1697 am südlichen Eck aufgestellt, Nische mit Christophorusfigur des 18. Jahrhunderts, darüber Kruzifix des 19./20. Jahrhundert, nördlich Sakristei, mit Ausstattung, südöstlich quadratischer, 1849–51 erneuerter Turm, zugleich östlicher Torturm der Stadtbefestigung, neugotisch, mit spitzbogiger Durchfahrt und achteckigem Obergeschoss, Spitzhelm von 1923/24                               | D-3-77-129-28 Wikidata  | weitere Bilder                                                           |
| Trautenbergstraße (Standort)                                     | Brunnen                                                                  | Mit polygonalem Becken und schmalem Brunnenstock mit Blendmaßwerk-Verzierung, Gusseisen, in neugotischen Formen, von Johann Keller, 1882 | D-3-77-129-19 Wikidata  | weitere Bilder                                                           |
| Trautenbergstraße 6 (Standort)                                   | Wohnhaus                                                                 | Zweigeschossiger, verputzter Massivbau mit Walmdach und einfacher Fassadengliederung, in barocken Bauformen, 18. Jahrhundert | D-3-77-129-40 Wikidata  | weitere Bilder                                                           |
| Trautenbergstraße 8 (Standort)                                   | Ehemaliges kommunales Weißbierbrauhaus                                   | Zweigeschossiger, giebelständiger und verputzter Massivbau mit Satteldach, Aufzugsöffnungen und abgefasten Sandsteinlaibungen, bezeichnet „1677“ | D-3-77-129-41 Wikidata  | weitere Bilder                                                           |
| Trautenbergstraße 24 (Standort)                                  | Ehemaliges Spital                                                        | Zweigeschossiger Massivbau mit Walmdach, flachem Mittelrisalit, Sandsteinportal, stichbogigen, gefasten Laibungen sowie Gurt- und Traufgesims, 1858, im Kern 1688, zugehöriger Torbogen | D-3-77-129-42 Wikidata  | weitere Bilder                                                           |
| Trautenbergstraße 36 (Standort)                                  | Alte Fronveste                                                           | Dreigeschossiger, verputzter Massivbau mit hohem Walmdach, Hausteingewänden und Eckquaderung, 17. Jahrhundert, teilweise über Stadtmauer aus der zweiten Hälfte 14. Jahrhundert, Torbogen, 18. Jahrhundert | D-3-77-129-46 Wikidata  | Alte Fronveste                                                           |
| Weihergraben 2 (Standort)                                        | Brückenfigur des heiligen Johann Nepomuk                                 | Steinguss, Sockel bezeichnet „1925“ | D-3-77-129-1 Wikidata   | Brückenfigur des heiligen Johann Nepomuk                                 |
| Weihergraben 2 (Standort)                                        | Denkmal für die Gefallenen des Deutsch-Französischen Krieges von 1870/71 | Obelisk mit dreieckigem Grundriss auf Postament | D-3-77-129-90 Wikidata  | Denkmal für die Gefallenen des Deutsch-Französischen Krieges von 1870/71 |
| Wunsiedler Straße (Standort)                                     | Weitverzweigte Felsenkelleranlage                                        | Eingang mit Sandsteingewände, Türsturz bezeichnet „1783“ | D-3-77-129-102 Wikidata | BW                                                                       |
| Wunsiedler Straße 4 (Standort)                                   | Wohnhaus                                                                 | Zweigeschossiger, traufständiger Werksteinbau mit Halbwalmdach und einfacher Fassadengliederung, 1811 | D-3-77-129-50 Wikidata  | weitere Bilder                                                           |
| Wunsiedler Straße 15 (Standort)                                  | Forstamt                                                                 | Zweigeschossiger Werksteinbau mit Walmdach, 1859, zugehöriges Nebengebäude, eingeschossiger Werksteinbau mit Satteldach, wohl gleichzeitig | D-3-77-129-51 Wikidata  | BW                                                                       |

### Bingarten
| Lage             | Objekt      | Beschreibung | Akten-Nr.              | Bild |
| ---------------- | ----------- | --- | ---------------------- | ---- |
| Kusch (Standort) | Feldkapelle | Verputzter Massivbau mit Satteldach und spitzbogigem, profiliertem Portal, neugotisch, spätes 19. Jahrhundert, mit Ausstattung | D-3-77-129-52 Wikidata | BW   |

### Eisersdorf
| Lage                       | Objekt    | Beschreibung | Akten-Nr.              | Bild |
| -------------------------- | --------- | --- | ---------------------- | ---- |
| Eisersdorf 3, 5 (Standort) | Bauernhof | Wohnstallbau, eingeschossiger, verputzter Massivbau mit Satteldach, Eckrustizierung und gekehlten Sandsteingewänden, im Kern 18. Jahrhundert | D-3-77-129-53 Wikidata | BW   |
| Eisersdorf 3 (Standort)    | Bauernhof | Scheune, unverputzter Bruchsteinbau mit einseitigem Halbwalmdach, bezeichnet „1820“                                                          | D-3-77-129-53 Wikidata | BW   |

### Godas
| Lage                    | Objekt                                  | Beschreibung                                                               | Akten-Nr.              | Bild |
| ----------------------- | --------------------------------------- | -------------------------------------------------------------------------- | ---------------------- | ---- |
| Hollerwiesen (Standort) | Feldkapelle                             | Verputzter Massivbau mit Satteldach, 1910, stark erneuert, mit Ausstattung | D-3-77-129-54 Wikidata | BW   |
| Streuflur (Standort)    | Wegkreuz mit Schmerzhafter Muttergottes | Neuromanisch, spätes 19. Jahrhundert                                       | D-3-77-129-55 Wikidata | BW   |

### Guttenberg
| Lage                    | Objekt        | Beschreibung | Akten-Nr.               | Bild          |
| ----------------------- | ------------- | --- | ----------------------- | ------------- |
| Guttenberg 4 (Standort) | Wohnstallhaus | Eingeschossig mit Satteldach, in der Mitte der Ostansicht zweiachsiges Zwerchhaus, großer Fletz, Stall mit Kappengewölben auf Granitpfeilern, massiver liegender Dachstuhl mit Windverbänden, um 1800 | D-3-77-129-103 Wikidata | Wohnstallhaus |

### Höflas
| Lage                       | Objekt             | Beschreibung                                                                                               | Akten-Nr.              | Bild |
| -------------------------- | ------------------ | --- | ---------------------- | ---- |
| Höflas 4 a, 4 b (Standort) | Ehemaliges Schloss | Zweigeschossiger, verputzter Massivbau mit Satteldach, Rundbogenportal und Eckquaderung, bezeichnet „1655“ | D-3-77-129-56 Wikidata | BW   |
| In Höflas ()               | Bildstock          | reliefierter Steinpfeiler mit bekrönendem Gusseisenkreuz, bezeichnet mit „1883“                            | D-3-77-129-106         |      |

### Hopfau
| Lage                  | Objekt                           | Beschreibung | Akten-Nr.              | Bild           |
| --------------------- | -------------------------------- | --- | ---------------------- | -------------- |
| Hopfau 1 a (Standort) | Ehemaliges Hammerschloss         | Zweigeschossiger Satteldachbau aus verputztem Bruchsteinmauerwerk mit polygonalem Treppenturm und Sandsteingewänden, nördlich mit abgewalmtem, eingeschossigem Anbau mit Putzgliederung, bezeichnet „1665“, erneuert 1733 | D-3-77-129-57 Wikidata | weitere Bilder |
| Stegwiese (Standort)  | Bildstock Heilige Dreifaltigkeit | Gedrungene Säule mit Reliefaufsatz, bezeichnet „1822“ | D-3-77-129-59 Wikidata | BW             |

### Kaibitz
| Lage                            | Objekt                    | Beschreibung | Akten-Nr.              | Bild |
| ------------------------------- | ------------------------- | --- | ---------------------- | ---- |
| Kaibitz 1, 2, 3, 5 a (Standort) | Ehemaliges Hammerschloss  | Dreiflügelanlage, Mittelpavillon dreigeschossiger, verputzter Massivbau mit Mansarddach und segmentbogigem Portal, Seitenflügel zweigeschossige Massivbauten mit Walmdächern, mit Hauskapelle, bezeichnet „1795“, im Kern älter, mit Ausstattung Park mit Baumbestand aus der Erbauungszeit Ökonomiehof, eingeschossiger, verputzter Massivbau mit Walmdach, steinernen Gewänden und hölzernem Traufgesims, 18. Jahrhundert, westlich angeschlossen zweigeschossiger Massivbau mit Satteldach, erste Hälfte 19. Jahrhundert Ehemalige Papiermühle, eingeschossiger, verputzter Massivbau mit Satteldach, neugotischen Treppengiebeln und Sandsteingewänden, angeschlossen eingeschossiger, verputzter Massivbau mit Krüppelwalmdach, erste Hälfte 19. Jahrhundert | D-3-77-129-60 Wikidata | BW   |
| Kaibitz 2 (Standort)            | Ökonomie                  | Erdgeschossiger Walmdachbau, 18. Jahrhundert, angeschlossen zweigeschossiges Wohnstallhaus, erste Hälfte 18. Jahrhundert | D-3-77-129-61 Wikidata | BW   |
| Kaibitz 4 (Standort)            | Ehemalige Schlossbrauerei | Zweigeschossiger Werksteinbau mit Krüppelwalmdach, bezeichnet „1818“ | D-3-77-129-63 Wikidata | BW   |
| Spitalwiese (Standort)          | Feldkapelle Sankt Maria   | Verputzter Massivbau mit Satteldach und gekehltem Spitzbogenportal, neugotisch, 1822, mit Ausstattung | D-3-77-129-64 Wikidata | BW   |

### Lichtenhof
| Lage                    | Objekt      | Beschreibung                                                  | Akten-Nr.              | Bild |
| ----------------------- | ----------- | ------------------------------------------------------------- | ---------------------- | ---- |
| Lichtenhof 1 (Standort) | Feldkapelle | Verputzter Massivbau mit Satteldach, 1918/19, mit Ausstattung | D-3-77-129-65 Wikidata | BW   |

### Lindenhof
| Lage                   | Objekt                         | Beschreibung                                                                                      | Akten-Nr.              | Bild |
| ---------------------- | ------------------------------ | ------------------------------------------------------------------------------------------------- | ---------------------- | ---- |
| Lindenhof 1 (Standort) | Feldkapelle unter Lindenbäumen | Verputzter Massivbau mit Satteldach, bezeichnet „1762“, mit Ausstattung, zu Haus Nummer 1 gehörig | D-3-77-129-66 Wikidata | BW   |

### Neusteinreuth
| Lage                       | Objekt                  | Beschreibung | Akten-Nr.              | Bild |
| -------------------------- | ----------------------- | --- | ---------------------- | ---- |
| Neusteinreuth 6 (Standort) | Zugehörige Kelleranlage | Leicht spitzbogiges Tonnengewölbe aus Sandsteinquadern, zu wesentlichen Teilen 16. Jahrhundert, im Übrigen wohl nach 1700, südöstlicher Zugang über rundbogige Öffnung | D-3-77-129-87 Wikidata | BW   |

### Oberndorf
| Lage                   | Objekt                               | Beschreibung | Akten-Nr.              | Bild           |
| ---------------------- | ------------------------------------ | --- | ---------------------- | -------------- |
| Oberndorf 8 (Standort) | Katholische Filialkirche Sankt Georg | Spätromanische Chorturmkirche, Saalkirche, teilverputzter Quadersteinbau mit Satteldach, wenig eingezogenem Chor und quadratischem Turm mit Spitzhelm, spätes 12. Jahrhundert, Chor im 14. Jahrhundert erneuert, mit Ausstattung Erhaltene Teile der Kirchhofmauer | D-3-77-129-68 Wikidata | weitere Bilder |

### Schlackenhof
| Lage                       | Objekt                    | Beschreibung                                                                                   | Akten-Nr.              | Bild |
| -------------------------- | ------------------------- | ---------------------------------------------------------------------------------------------- | ---------------------- | ---- |
| Schlackenhof 13 (Standort) | Ehemaliges Hammerschloss  | Zweigeschossiger, verputzter Massivbau mit Steildach und Rundbogenportal, Renaissance, um 1600 | D-3-77-129-70 Wikidata | BW   |
| Schlackenhof 13 (Standort) | Hoftor                    | Drei kugelbekrönte Natursteinquaderpfeiler und Pfeilgittertor, spätes 19. Jahrhundert          | D-3-77-129-70 Wikidata | BW   |
| Bergäcker (Standort)       | Sogenannter Schwedenstein | Granitblock mit Kreuzeinritzungen, wohl 17. Jahrhundert                                        | D-3-77-129-71 Wikidata | BW   |

### Schönreuth
| Lage                     | Objekt                              | Beschreibung | Akten-Nr.              | Bild |
| ------------------------ | ----------------------------------- | --- | ---------------------- | ---- |
| In Schönreuth (Standort) | Bildhäuschen                        | Rundbogennische mit Steinfigur des heiligen Johann Nepomuk auf hohem Postament, bezeichnet „1754“                                                                                | D-3-77-129-74 Wikidata | BW   |
| Schönreuth 1 (Standort)  | Ehemaliges Schloss Unterschönreuth  | Dreigeschossiger, verputzter Massivbau mit Walmdach und geohrten, profilierten Gewänden, um 1700, erneuerte barocke Bauformen, mit Hausmadonna, frühes 18. Jahrhundert           | D-3-77-129-72 Wikidata | BW   |
| Schönreuth 24 (Standort) | Katholische Kapelle Sankt Sebastian | Verputzter und massiver Saalbau mit Satteldach, Natursteingliederung, Apsis und Glockentürmchen, romanisierend, 1842–44 unter Verwendung älteren Mauerbestandes, mit Ausstattung | D-3-77-129-73 Wikidata | BW   |

### Waldeck
| Lage                          | Objekt                                                  | Beschreibung | Akten-Nr.               | Bild           |
| ----------------------------- | ------------------------------------------------------- | --- | ----------------------- | -------------- |
| Köglitzer Straße (Standort)   | Scheunenreihe                                           | Zwei geschlossene Reihen von eingeschossigen, traufständigen Scheunen, Bruchstein und Satteldächer, Kopfbauten Halbwalmdächer, um 1794 | D-3-77-129-105 Wikidata | BW             |
| Oberer Markt 3 (Standort)     | Wohnhaus                                                | Zweigeschossiger, traufständiger und verputzter Massivbau mit Satteldach und teils geohrten Fensterfaschen, mit barocken Bauformen, im Kern 1794 | D-3-77-129-76 Wikidata  | BW             |
| Oberer Markt 4 (Standort)     | Gasthof                                                 | Zweigeschossiger, verputzter Massivbau mit einseitig abgewalmtem Satteldach und Segmentbogenfenstern mit profilierten Faschen, mit barocken Bauformen, im Kern 1794 | D-3-77-129-77 Wikidata  | BW             |
| Oberer Markt 5 (Standort)     | Wohnhaus                                                | Zweigeschossiger, traufständiger und verputzter Massivbau mit Satteldach und teils geohrten Fensterfaschen, mit barocken Bauformen, um 1794 | D-3-77-129-78 Wikidata  | BW             |
| Raiffeisenstraße 3 (Standort) | Brunnentrog                                             | Rechteckiger Granitstein, bezeichnet „1763“, ursprünglich vor Unterer Markt 29 | D-3-77-129-86 Wikidata  | BW             |
| Schloßberg (Standort)         | Burgruine                                               | Erhaltene Teilstücke der ausgedehnten Burganlage, 1124 erstmals genannt, nach Zerstörung ab 1705 im Jahr 1722 teilweise wiederaufgebaut, beim Ortsbrand von 1794 erneut zerstört, ehemals bestehend aus Oberhaus mit Palas und zweiteiliger, tiefer situierter Anlage mit südlicher Vorburg, Burgkapelle Sankt Ägidius, Stallungen sowie nordwestlich gelegenes Außenwerk und Batterietürme, im Kern wohl hochmittelalterlich, 13.–16. Jahrhundert, in Teilen rekonstruierend wiederaufgebaut | D-3-77-129-75 Wikidata  | weitere Bilder |
| Unterer Markt 16 (Standort)   | Katholische Pfarrkirche Sankt Johannes von Nepomuk      | Saalbau, verputzter Massivbau mit Satteldach, stark eingezogener, langer Chor sowie angeschlossene Sakristei von 1731, Erweiterung um das Langhaus 1738, Turm aus Sandsteinquadern mit Glockenhaube und Laterne von Blasius Fischer, 1821/22, mit Ausstattung | D-3-77-129-79 Wikidata  | weitere Bilder |
| Unterer Markt 18 (Standort)   | Pfarrhaus                                               | Zweigeschossiger, verputzter Massivbau mit einseitig abgewalmtem Satteldach und Sandsteinportal, um 1794 | D-3-77-129-80 Wikidata  | BW             |
| Unterer Markt 23 (Standort)   | Wohnhaus                                                | Zweigeschossiger, verputzter Massivbau in Ecklage mit einseitig abgewalmtem Satteldach mit teils geohrten Fensterfaschen, mit barocken Bauformen, um 1794 | D-3-77-129-81 Wikidata  | BW             |
| Unterer Markt 33 (Standort)   | Wohnhaus                                                | Zweigeschossiger, traufständiger und verputzter Massivbau mit Satteldach und teils geohrten Fensterfaschen, mit barocken Bauformen, um 1794 | D-3-77-129-83           | BW             |
| Unterer Markt 49 (Standort)   | Wohnhaus                                                | Zweigeschossiger, traufständiger und verputzter Massivbau mit Satteldach und geohrten Fensterfaschen, mit barocken Bauformen, um 1794, doppelflügelige Haustür frühes 20. Jahrhundert | D-3-77-129-85 Wikidata  | BW             |
| Unterer Markt 63 (Standort)   | Ehemaliges Schulhaus                                    | Zweigeschossiger, verputzter Massivbau in Ecklage mit Walmdach, Kniestock und Putzgliederung, in Formen der Neurenaissance, bezeichnet „1885“ | D-3-77-129-100 Wikidata | BW             |
| Wollterig (Standort)          | Kriegerdenkmal für die Gefallenen des Ersten Weltkriegs | Kreuzbekrönte Stele auf reliefiertem Postament, flankiert von zwei niedrigeren Stelen, Granit, nach 1918 | D-3-77-129-107 Wikidata | BW             |

## Ehemalige Baudenkmäler
In diesem Abschnitt sind Objekte aufgeführt, die früher einmal in der Denkmalliste eingetragen waren, jetzt aber nicht mehr. Objekte, die in anderem Zusammenhang also z. B. als Teil eines Baudenkmals weiter eingetragen sind, sollen hier nicht aufgeführt werden. Aktennummern in diesem Abschnitt sind ehemalige, jetzt nicht mehr gültige Aktennummern.

| Lage                                  | Objekt       | Beschreibung                        | Akten-Nr.              | Bild         |
| ------------------------------------- | ------------ | ----------------------------------- | ---------------------- | ------------ |
| Kemnath Cammerloherplatz 7 (Standort) | Schlussstein | Bezeichnet mit „1810“               | D-3-77-129-9 Wikidata  | Schlussstein |
| Hopfau Hopfau 2 (Standort)            |              | Bezeichnet mit „1825“               | D-3-77-129-58 Wikidata | BW           |
| Löschwitz Reuther Straße 3 (Standort) | Holzfiguren  | Kruzifix und Maria, 19. Jahrhundert | D-3-77-129-67 Wikidata | BW           |
| Waldeck Unterer Markt 30 (Standort)   | Türgewände   | Bezeichnet mit „1793“               | D-3-77-129-82 Wikidata | BW           |